# (6154) Stevesynnott
(6154) Stevesynnott (1990 QP1) – planetoida z pasa głównego asteroid okrążająca Słońce w ciągu 3,78 lat w średniej odległości 2,42 j.a. Odkryta 22 sierpnia 1990 roku.